# Manzanilla (kommunhuvudort)
Manzanilla är en kommunhuvudort i Spanien.   Den ligger i provinsen Provincia de Huelva och regionen Andalusien, i den sydvästra delen av landet, 400 km sydväst om huvudstaden Madrid. Manzanilla ligger 169 meter över havet och antalet invånare är 2 408.
Terrängen runt Manzanilla är huvudsakligen platt. Manzanilla ligger uppe på en höjd. Runt Manzanilla är det ganska tätbefolkat, med 108 invånare per kvadratkilometer. Närmaste större samhälle är La Palma del Condado, 10,5 km väster om Manzanilla. Trakten runt Manzanilla består till största delen av jordbruksmark.